# Gonagilakatte, Tarikere
Gonagilakatte là một làng thuộc tehsil Tarikere, huyện Chikmagalur, bang Karnataka, Ấn Độ.